# Akalla

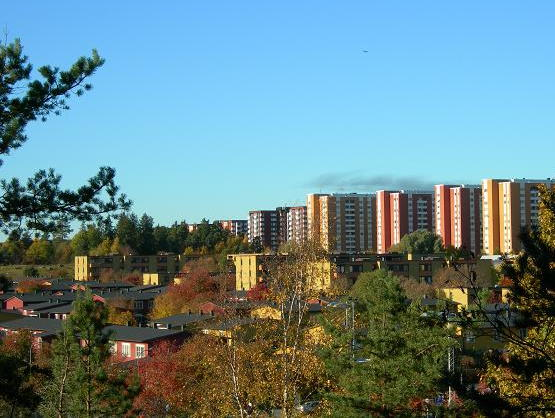
Akalla

Akalla è un sobborgo residenziale di Stoccolma, situato a circa 15 chilometri nord-ovest rispetto alla capitale, fa parte della circoscrizione di Rinkeby-Kista. La popolazione del quartiere ammonta a 8 627 persone (2014).
Dopo un primo sviluppo durante il XVII secolo, una serie di appartamenti sono stati qui costruiti a metà degli anni settanta grazie al Miljonprogrammet, progetto che prevedeva la costruzione di alloggi popolari a costi ridotti.
Tra il 1905 e il 1970, questa zona era infatti campo di addestramento militare dell'esercito svedese.
In quest'area i nomi delle strade derivano da richiami finlandesi: per esempio, la strada principale (oggi zona pedonale) è chiamata Sibeliusgången, in onore del compositore finnico Jean Sibelius.
Nei dintorni del sobborgo è inoltre presente il Barkarby Airport, che fino al 2010, anno in cui è stato chiuso è stato il più antico aeroporto svedese in attività.
La stazione della metropolitana è il capolinea della linea blu.